# Rien sur Robert
Rien sur Robert ist eine französische Tragikomödie von Pascal Bonitzer aus dem Jahr 1999.

## Handlung
Die arbeitslose Bibliotheksangestellte Juliette und der ambitionslose Journalist Didier führen eine krisenhafte Beziehung, die vor allem durch die wankelmütige Juliette bestimmt wird. Sie liebt Didier, stößt ihn aber gleichzeitig von sich und betrügt ihn mit anderen Männern.
Didiers Leben gerät aus den Fugen, als er eine Kritik zu einem bosnischen Film veröffentlicht, den er aus Zeitgründen nicht gesehen hat. Buchhändler Martin, mit dem Didier befreundet ist, bittet ihn, seinen Onkel Lord Ariel Chatwick-West zu besuchen und ihn zu bitten, seinen Neffen finanziell zu fördern. Ariel sei von Didiers Arbeit beeindruckt und vor allem von der Filmkritik. Er sei zu einem Abendessen bei Ariel eingeladen. Beim Essen stellt sich heraus, dass Ariel von der Einladung nichts weiß. Zudem stellt er Didier vor allen Gästen als arroganten und blasierten Autor bloß, der sich nicht einmal die Mühe mache, Werke, die er bespricht, zu sehen. Didier geht, verläuft sich auf der Suche nach der Garderobe und seinem Mantel jedoch im Haus und lernt so Ariels Stieftochter Aurélie kennen. Diese ist emotional labil und will ihn verführen. Gerade in dem Moment, als sie sich vor Didier entkleidet, tritt Ariel ins Zimmer. Er wirft Didier aus seinem Haus.
Juliette hat die Nacht mit Fernsehregisseur Alain verbracht, den sie kaum kennt, mit dem sie jedoch schläft. Sie schildert Didier die Details, betont jedoch, dass sie ihn und nicht Alain liebe. Als sie geht, eilt Didier ihr nach und wird dabei von einem Auto angefahren. Im Krankenhaus erhält er Besuch vom jungen Starautor Jérôme Sauveur, dessen Werk er bewundert, den er jedoch auch für sein Können beneidet. Jérôme war als Gast bei Ariels Abend zugegen und entschuldigt sich für Ariels Verhalten. Er signiert für Didier sein neuestes Buch – es enthält auch eine Karte von Aurélie mit ihrer Telefonnummer. In der Folge beginnen Aurélie und Didier eine Affäre, wobei Didier weiß, dass sie psychische Probleme hat und in der Vergangenheit sogar einen Selbstmordversuch verübt hat. Da Juliette sich nicht von ihm trennt, steht er zwischen zwei Frauen, ohne sich zu entscheiden. Als seine Genesungsfeier zum familiären Desaster wird, flieht er mit Aurélie in die französischen Alpen. Hier treffen auch Jérôme und seine Freundin Violaine sowie später Juliette ein. Es stellt sich heraus, dass Jérôme früher eine Affäre mit Aurélie hatte. Juliette und Aurélie schließlich überstürzt beenden den Urlaub.
Zurück in Paris trifft sich Didier mit Alain und stellt fest, dass Alain nicht vorhat, Juliette zu verlassen. Auch Juliette wird mit Alain weiterhin zusammenbleiben. Didier wiederum setzt seine Affäre mit Aurélie fort, bis ein neuerlicher Selbstmordversuch eine Entscheidung von ihm verlangt. Sie sagt ihm, dass sie ihn liebe. Er entgegnet, dass er nicht in sie verliebt sei. Er will sich für Juliette entscheiden, muss jedoch zur Kenntnis nehmen, dass sie zwischenzeitlich Alain verlassen hat und nun mit Jérôme zusammengekommen ist. Mit ihm beabsichtigt sie, einige Tage nach Florenz zu fahren. Didier versucht, die gemeinsame Reise der beiden zu verhindern; Juliette lässt sich jedoch nicht abhalten. Bevor sie mit Jérôme davonfährt, steigt sie aber nochmals aus dem Wagen und versichert Didier, dass sie mit ihm zusammen sei und Jérôme hasse.

## Produktion
Der zweite Langfilm, den Pascal Bonitzer als Regisseur umsetzte, wurde unter anderem in Paris und in Manigod gedreht. Die Kostüme schufen Marie-José Escolar und Khadija Zeggaï, die Filmbauten stammten von Emmanuel de Chauvigny.
Der Film hatte am 13. Februar 1999 auf der Berlinale 1999 Premiere und lief am 24. Februar 1999 in den französischen Kinos an. Am 9. September 1999 kam er unter dem Originaltitel auch in die Schweizer Kinos. Bayern 3 zeigte ihn unter dem Titel Ein Mann in Nöten am 28. Oktober 2000 erstmals im deutschen Fernsehen.

## Kritik
Der film-dienst nannte Rien sur Robert einen „dialogbetonte[n] Film voller philosophischer Gedanken, getragen von amüsanter Situationskomik und glänzenden Darstellern.“ „Wenig Tempo, aber Dialogwitz ohne Ende“, befand Cinema.

## Auszeichnungen
Auf dem Ft. Lauderdale International Film Festival wurde Pascal Bonitzer 1999 für Rien sur Robert mit dem Preis der Jury ausgezeichnet. Valentina Cervi erhielt 2000 eine Nominierung für den César als beste Nachwuchsdarstellerin.